# Maliga Pál (növénygenetikus)
Maliga Pál (Budapest, 1946. február 23. –) szakterülete a növényi molekuláris biológia. Jelenleg címzetes professzor a Rutgers Egyetem Növénybiológiai Tanszékén és a Kloroplasztisz Molekuláris Genetikai Laboratórium igazgatója a Selman Waksman-ról elnevezett Mikrobiológiai Intézetben, ami szintén a Rutgers Egyetem része. Maliga professzor a kloroplasztisz genom génsebészeti úton történő átalakítására szolgáló módszerek kifejlesztése területén végzett úttörő munkásságáról, és e módszerek alapkutatásban és biotechnológiában történő felhasználásáról ismert.

## Életútja
Édesapja idősebb Maliga Pál kertészmérnök, gyümölcsnemesítő, a mezőgazdasági tudományok kandidátusa. Felesége Sváb Zóra, két gyermekük Zoltán és Zita. 1969-ben végzett a budapesti Eötvös Lóránd Tudományegyetem Biológus szakán, majd a szegedi József Attila Tudományegyetemen szerzett PhD fokozatot 1972-ben. Maliga Pál 1969-1982 között a Magyar Tudományos Akadémia Szegedi Biológiai Kutatóközpont)jában, a Genetikai Intézetben (1969-1974), majd a Növényélettani Intézetben (1974-1983) dolgozott, ahol kutatócsoportja kifejlesztette a dohány modell rendszert a kloroplasztisz és mitokondrium genetika sejt szinten történő tanulmányozására. 1973-74 között egy évet töltött a tübingeni Max Planck Biológiai Intézetben, ahol a protoplasztok izolálására és fúziójára szolgáló módszereket tanulmányozott George Melchers laboratóriumában. 1982 és 1983 között vendégkutatóként dolgozott az Egyesült Államokban, Mary-Dell Chilton laboratóriumában, a Washington Egyetemen, a Missouri állambeli St. Louis-ban, ahol megismerkedett az Agrobacterium biológiájával. 1983-1984 között az Advanced Genetic Sciences (AGS) cég kutatási igazgatója a Kansas állambeli Manhattanben, majd 1984-1989 között a cég Oakland-i (CA) telephelyén a Növényi Sejtbiológiai Laboratórium Igazgatója. 1989-ben csatlakozott a Rutgers New Jersey Allami Egyetemhez, ahol jelenleg címzetes professzor a New Brunswick-i Növénybiológiai Tanszéken és a Piscataway-i Waksman Mikrobiológiai Intézet Kloroplasztisz Molekuláris Genetikai Laboratórium Igazgatója.

## Kutatásai

### Kloroplasztisz gén módosítás
A szegedi Maliga csoport kloroplasztisz által kódolt antibiotikum-rezisztens és herbicid rezisztens mutánsokat izolált tenyésztett dohánysejtekben. Kimutatták, hogy a kloroplasztisz által kódolt antibiotikum-rezisztencia szelektív előnyt jelent a vad típusú kloroplasztiszokkal szemben A rezisztens kloroplasztiszok szelektív dúsításának képessége volt az alapja a kloroplasztisz génmódosított (transzplasztomikus) dohánynövények előállításának. A kloroplasztisz-genomok gyakori rekombinációja kloroplasztisz fúziót követően megerősítette a homológ rekombinációhoz szükséges molekuláris mechanizmus jelenlétét, ami irányt mutatott  a kloroplaszt transzformációs vektorok tervezéséhez. A Maliga laboratórium 1990-ben sikeresen megvalosította a dohány (Nicotiana tabacum) kloroplaszt genom transzformációját a 16S ribosomal RNS génjeben kódolt spektinomycin-rezisztencia markerre történő szelekcióval, amit később a kimérás antibiotikum rezisztencia génekre történő szelekció tett hatékonnyá. Már korán felismerték a kloroplasztisz genom-szerkesztés jelentőségét, mint a fotoszintetikus hatékonyság növelésének eszközét.  Kimutatták hogy az arabidopsis növényben (Arabidopsis thaliana) a hatékony kloroplasztisz transzformációhoz egy sejtmag gén inaktiválásara van szükség. A kloroplasztisz genom gensebészeti úton történő módositásának eszköztárát a marker gének transzformáció utáni eltávolitására szolgáló módszerek kifejlesztésével tették teljessé amit fág rekombinázok segítségével érnek el.

### Agrobaktérium transzformáció
Maliga és munkatársai létrehozták a pPZP növényi transzformációra szolgáló agrobaktérium vektorcsaládot, amely a CAMBIA és a GATEWAY Agrobacterium vektorok alapjául is szolgál. Jelenleg az Agrobaktérium átépítésével foglalkoznak a DNS-nek a kloroplasztiszokba történő bejuttatására, hogy a kloroplaszt transzformációt a jövőben a virágok Agrobacterium oldatba történő áztatásával (floral dip protocol) lehessen elérni.  

### Kloroplaszt transzkripció
A kloroplasztisz gének inaktiválásával bizonyította, hogy a kloroplasztban két különböző RNS polimeráz van jelen amelyek specializált feladatokat látnak el. A Maliga laboratórium munkatarsai in vivo és in vitro jellemeztek plasztid promotereket, és elsőként azonosították a plasztid PEP polimeráz transzkripciós complexet alkotó fehérjéket.

### Rekombináns fehérjék termelése kloroplasztiszokban
A kloroplasztisz biotechnológia egyik első alkalmazása a Bacillus thuringiensis (Bt) baktérium rovarokra mérgező fehérjéjének a kloroplasztban történő termelése volt, ami a levélfehérje 3-5%-át tette ki. Fontos, hogy a rovarölő (inszekticid) fehérjét a kloroplasztiszban a bakteriális AU-ban gazdag mRNS-ről lehetett termeltetni, míg a sejtmagban lévő génről történő fehérje termeléshez csak szintetikus GC-ben gazdag mRNS-ek használhatók. Azóta a Maliga laboratórium olyan kloroplasztisz expressziós eszközöket fejlesztett ki, amelyek 25% tetanus alegység-vakcinát és >45% zöld fluoreszkáló fehérjét (GFP-t) eredményeznek a dohánylevélben. Jelenlegi céljuk szájon át adagolt, azaz az élelmiszerekből a bélben felszívódva hatásos mesterséges (rekombináns) fehérjék termelése dohány és saláta levél kloroplasztiszában.

## Díjak és kitüntetések
- Thomas Alva Edison Szabadalmi Díj, Research and Development Council of New Jersey| (1999)
- Magyar Tudományos Akadémia, Külső tag, Mezőgazdasági tudományok (2001)
- Az év feltalálója, New Jersey Inventors Hall of Fame (2011).
- Lawrence Bogorad Award for Excellence in Plant Biology, American Society of Plant Biologists (2016)
- Tag American Association for the Advancement of Science (AAAS) (2016)

## Fordítás
Ez a szócikk részben vagy egészben a Draft:Pal_Maliga című angol Wikipédia-szócikk ezen változatának fordításán alapul.  Az eredeti cikk szerkesztőit annak laptörténete sorolja fel. Ez a jelzés csupán a megfogalmazás eredetét és a szerzői jogokat jelzi, nem szolgál a cikkben szereplő információk forrásmegjelöléseként.